# Peter Wilson (1904–1983)
Peter Wilson (ur. 25 listopada 1904 w Beith, zm. 13 lutego 1983 tamże) – szkocki piłkarz występujący na pozycji obrońcy oraz trener.
W barwach Celticu i Hibernianu rozegrał łącznie 431 spotkań i zdobył 16 bramek w Scottish Division One. Z Celtikiem wywalczył mistrzostwo Szkocji (1926) oraz czterokrotnie zdobył Puchar Szkocji (1925, 1927, 1931, 1933).
W reprezentacji Szkocji zadebiutował 27 lutego 1926 w wygranym 4:0 meczu British Home Championship z Irlandią Północną. W latach 1926–1933 rozegrał w drużynie narodowej cztery spotkania.